# Microsteira
A Microsteira a Malpighiales rendjébe és a malpighicserjefélék (Malpighiaceae) családjába tartozó nemzetség.

## Rendszerezés
A nemzetségbe az alábbi 10 faj tartozik:
- Microsteira argyrophylla (A. Juss.) Dubard & Dop
- Microsteira axillaris (Baker) Nied.
- Microsteira chorigyna (Baill.) Dubard & Dop
- Microsteira curtisii Baker
- Microsteira diotostigma (Baill.) Dubard & Dop
- Microsteira floribunda (O. Hoffm.) Nied.
- Microsteira gracilis Dubard & Dop
- Microsteira paniculata Arènes
- Microsteira pluriseta (Baill.) Nied.
- Microsteira radamae Arènes